# Comstock (Minnesota)
Comstock – miasto w Stanach Zjednoczonych, w stanie Minnesota, w hrabstwie Clay.